# 奥扎奈珠单抗
奥扎奈珠单抗（INN：Ozanezumab；开发代号：GSK 1223249）是一种单克隆抗体，设计用于治疗肌萎缩性脊髓侧索硬化症（ALS）和多发性硬化症。该药物由葛兰素史克公司开发。
奥扎奈珠单抗靶向一种称为神经突增生抑制剂（NOGO-A）或Reticulon 4（RTN4）的蛋白质。NOGO-A是人类中由RTN4基因编码的一种蛋白质，已被鉴定为中枢神经系统特异的神经突增生抑制剂。ALS患者的NOGO-A水平高于正常水平。

## 作用机制
来自GSK宣布的II期临床试验：
一旦建立连接，NOGO-A就会阻止神经元向肌肉生长。当运动神经元退化并且连接变弱时，NOGO-A将不利于保持神经/肌肉的牢固接触。在ALS患者的肌肉中观察到NOGO-A增加，而奥扎奈珠单抗延迟了ALS模型小鼠的症状发作并提高了生存率。因此，人们希望它能够保留人类的肌肉功能并减缓ALS的进展速度。

### 单克隆抗体
我们体内的抗体通过与外来物质（例如细菌和病毒）结合来发挥作用，使其不再危害人体，并且可以对白细胞进行“破坏标记”。单克隆抗体（如奥扎奈珠单抗）是经过商业化设计的抗体，可以“清除”并结合特定靶标，在本例中为NOGO-A。这意味着奥扎奈珠单抗能够帮助限制运动神经元和肌肉之间连接的丧失。

## 人体试验

### 之前的试验
尽管在探索性暴露反应分析中观察到了一些积极的趋势，但鉴于样本量较小，在解释暴露反应分析时应谨慎看待。
葛兰素史克列出了三份包含第一阶段研究结果的报告：
1. GSK1223249在ALS患者中的安全性、药代动力学和药效学的单次和重复剂量递增研究。 — 111330[]
2. 一项随机、双盲、安慰剂对照、单剂量递增研究，探讨GSK1223249通过静脉注射给复发型多发性硬化症患者（而非疾病修饰治疗）的初步安全性、耐受性和药代动力学。 — 112988[]
3. 一项随机、单盲、安慰剂对照、单次递增剂量/重复剂量队列研究，旨在评估GSK1223249在复发性多发性硬化症患者中的安全性、耐受性、药代动力学和免疫原性。 — 114840[]

### 现今
II期试验于2015年完成。